# Station Ter Apel
Station Ter Apel (geografische afkorting Apl) was in gebruik van 2 mei 1924 tot 15 mei 1935. Het was een passeerstation, op de lijn Stadskanaal - Ter Apel Rijksgrens naar Duitsland. Toen deze in Duitsland niet werd doorgetrokken, werd het een eindstation.
Het stationsgebouw is in 1922 gebouwd en in 1990 gesloopt. Een goederenloods op hetzelfde terrein is in 1923 gebouwd en in 1950 gesloopt. Het bijgebouw is in 1924 gebouwd, en bestaat nog steeds. Het doet nu dienst als woning. Op de plek van het station staat nu seniorencomplex Heemborgh.
Aan de Havenstraat, ten westen van het station, is het voormalige spoordok (spoorweghaven) te vinden. Ten noorden van het havendok staat de brugwachterswoning voor de toegang tot dit dok, direct daarnaast de brugwachterswoning voor de brug over het Stads-Ter Apel Kanaal. Van deze draaibrug zijn de pijlers, bruggenhoofden en aan beide zijde een deel van het talud nog aanwezig. 

## Fotogalerij

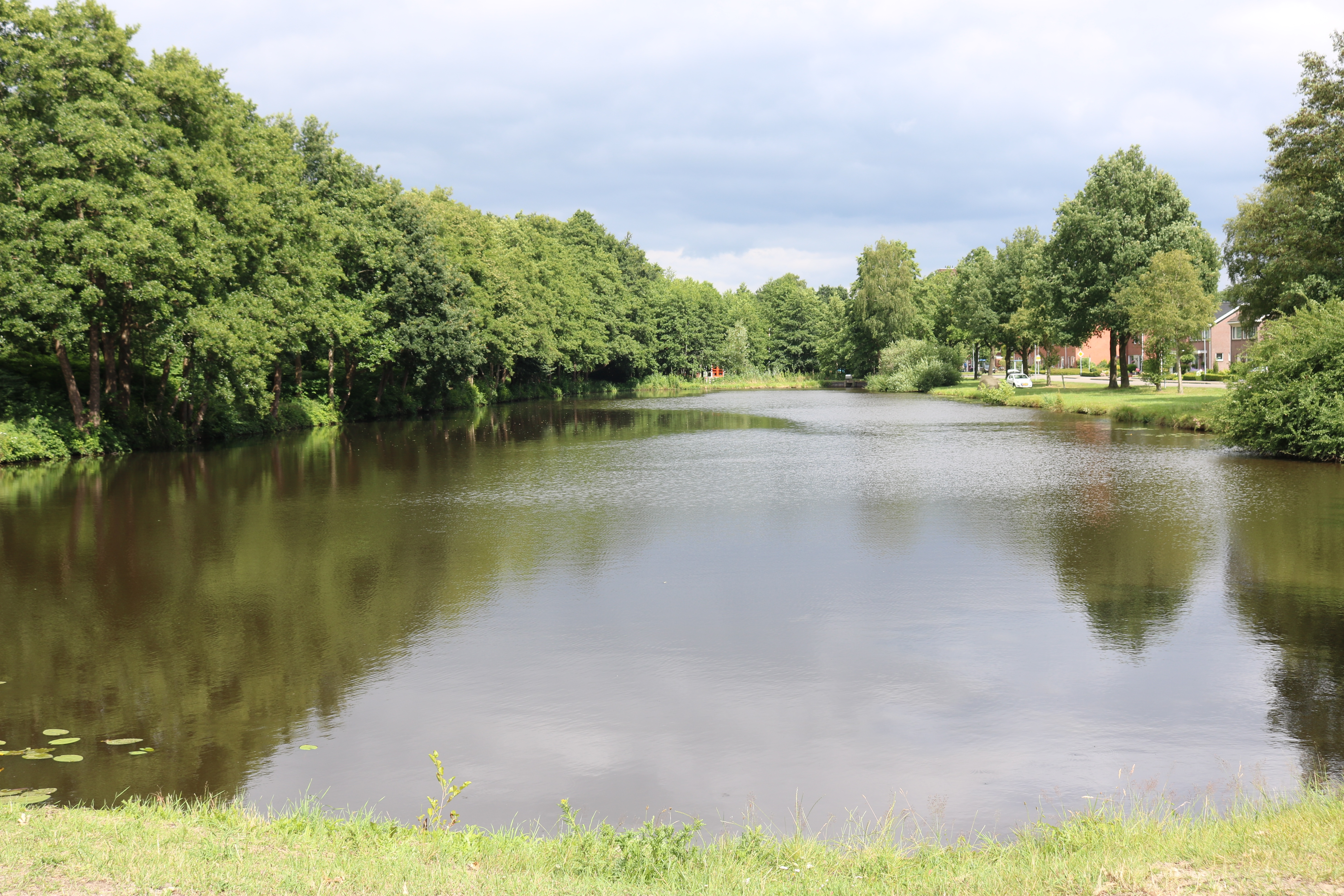
Voormalig havendok in Ter Apel
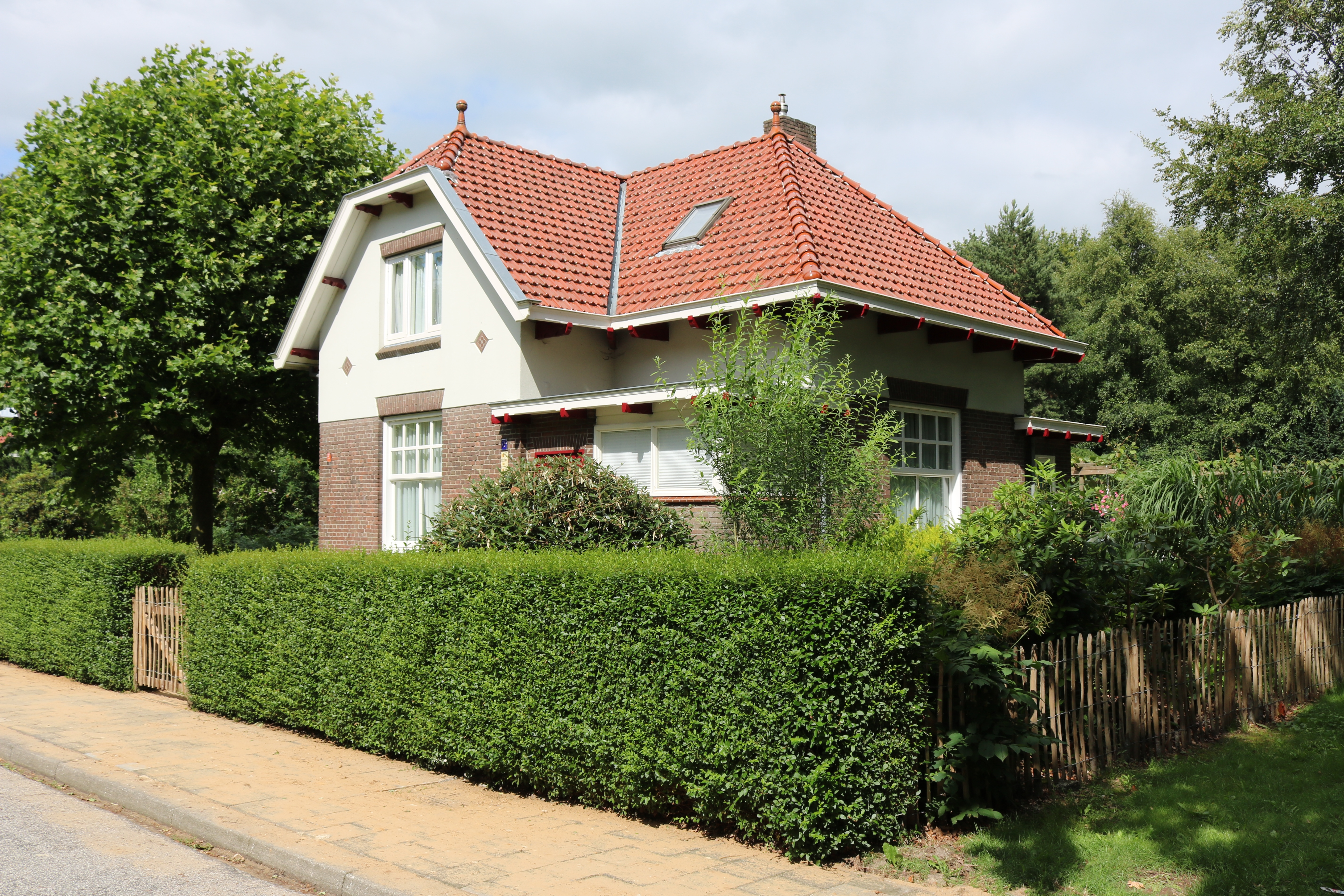
Brugwachterwoning aan de Viaductstraat voor de toegang tot het havendok
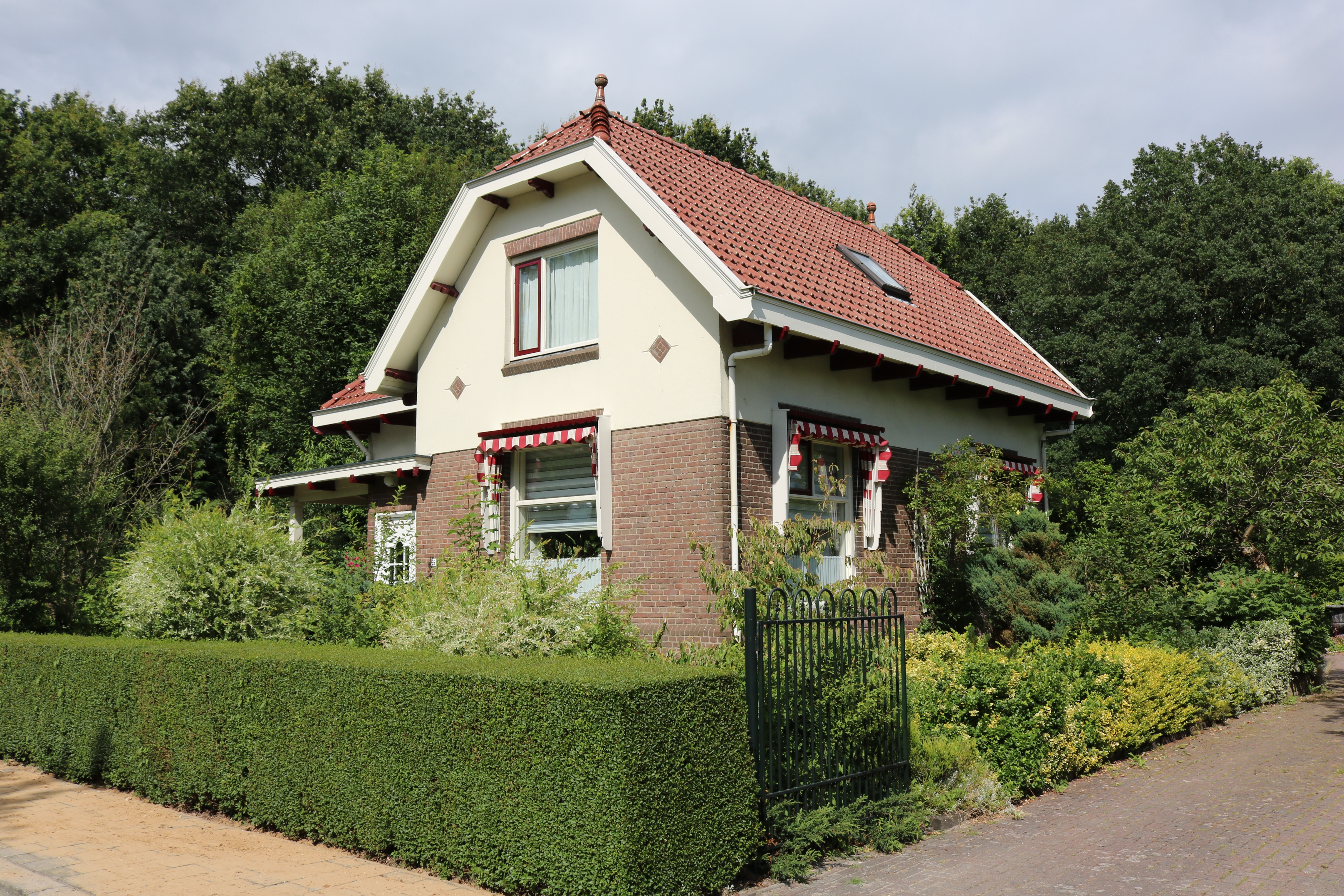
Brugwachterswoning aan de Viaductstraat voor de draaibrug over het Ter Apel Kanaal
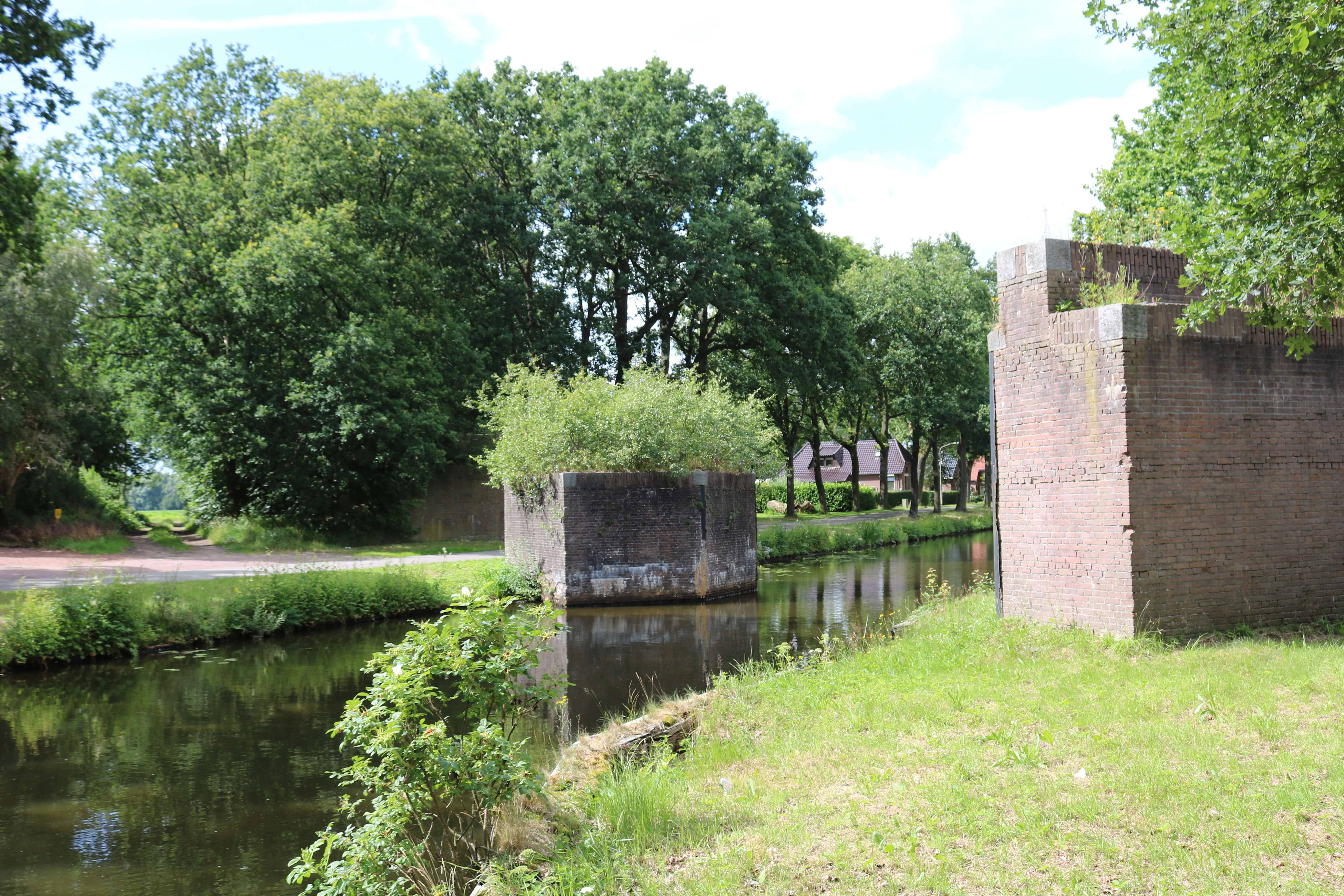
Bruggenhoofden en pijler in het Ter Apel Kanaal

Appingedam · 
Bad Nieuweschans ·
Baflo · 
Bedum · 
Delfzijl · 
-West · 
Eemshaven ·
Grijpskerk · 
Groningen · 
-Europapark ·
-Noord ·
Haren · 
Hoogezand-Sappemeer · 
Kropswolde · 
Loppersum · 
Martenshoek · 
Roodeschool · 
Sauwerd · 
Scheemda · 
Stedum · 
Uithuizen · 
Uithuizermeeden · 
Usquert · 
Veendam · 
Warffum · 
Winschoten · 
Winsum · 
Zuidbroek · 
Zuidhorn
Voormalige stations: zie de lijst van voormalige spoorwegstations in Groningen